# Keepers of the Eastern Door
Keepers of the Eastern Door  ist ein Jazzalbum von Chris Cheek. Die am 8. und 9. November 2024 im Power Station Studio in New York City entstandenen Aufnahmen erschienen am 23. Mai 2025 auf Analog Tone Factory.

## Hintergrund
Als die europäischen Siedler von der Atlantikküste Nordamerikas nach Westen zogen, wurden die Mohawk – der östlichste Stamm der Irokesen-Konföderation – aufgrund ihrer Rolle als Wächter gegen die Invasion der vordringenden Kolonialisten als „Hüter des Osttors“ (Keepers of the Eastern Door) bekannt.
Saxophonist Chris Cheek, Gitarrist Bill Frisell, Bassist Tony Scherr und Schlagzeuger Rudy Royston nahmen das Album im Power Station Studio in New York gemeinsam im selben Raum auf. Analog Tone Factory ist ein Label, das ausschließlich auf Tonband aufnimmt. „Smoke Rings“ war eine Single der Mills Brothers (1933); der Song wurde später von Henry Mancini aufgenommen. „O Sacrum Convivium!“ ist ein Choral von Olivier Messiaen von 1937, „On a Clear Day (You Can See Forever)“ ist ein Song aus dem gleichnamigen Musical von Burton Lane (Musik) und Alan Jay Lerner (Text).

## Titelliste
- Chris Cheek: Keepers of the Eastern Door (Analog Tone Factory)

1. Kino’s Canoe 3:34
2. Smoke Rings (Gene Gifford) 4:30
3. O Sacrum Convivium! (Olivier Messiaen) 6:48
4. On a Clear Day (Burton Lane, Alan Jay Lerner) 4:14
5. Lost is My Quiet 7:20
6. From Me to You (Lennon/McCartney) 5:05
7. Keepers of the Eastern Door 4:44
8. Go On, Dear 5:17

Wenn nicht anders vermerkt, stammen die Kompositionen von Chris Cheek.

## Rezeption

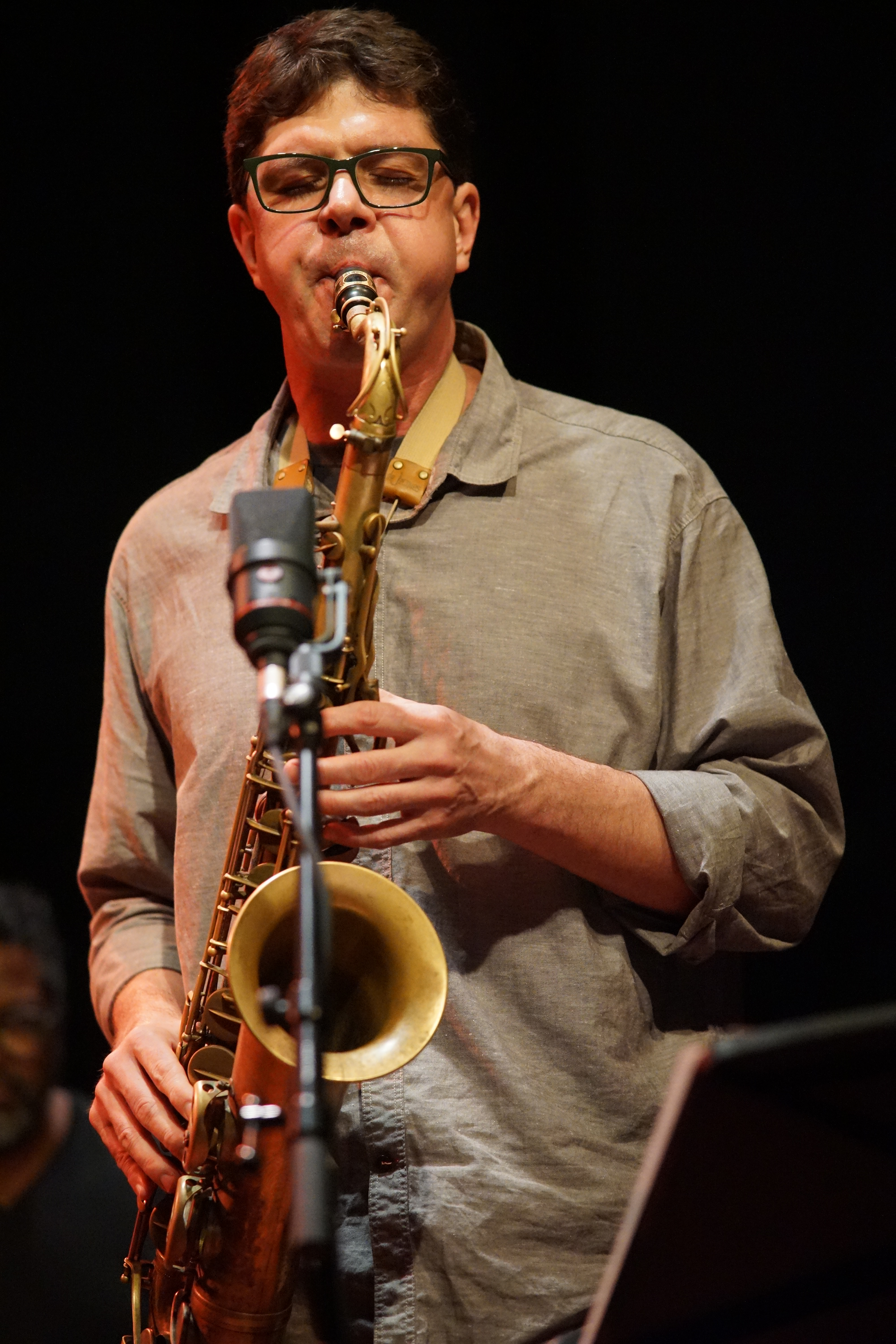
Chris Cheek (2017)

Nach Ansicht von David Weiner, der das Album in All About Jazz rezensierte, habe Cheek mit Keepers of the Eastern Door Musterbeispiele für einfühlsames Zuhören und reaktionsschnelles Spielen geliefert, bei der Zurückhaltung im Vordergrund stehe und die Befriedigung sorgfältig ausgewählter Töne und sorgfältig ausgearbeiteter Phrasen biete.
Cheek und Frisell würden ein gutes Paar bilden, meinte Jim Hynes in Glide. Beide seien sich einig, wählten ihre Töne mit Bedacht, spielten zurückhaltend und hörten einander aufmerksam zu. In dieser melodisch, harmonisch und stimmungsvoll komponierten Session würden sie verschiedene Stimmungen durchlaufen. „From Me to You“ der Beatles spielten sie in langsamerem Tempo, mit lyrischen Einlagen des Bandleaders und Gitarristen, die dem Original recht treu bleiben würden. Es mag eine ungewöhnliche Wahl sein, aber sie passe gut zur Gesamtstimmung dieses meisterhaft gestalteten Projekts, vom Artwork bis zur Performance.
Nach Ansicht von Phil Freeman (Ugly Beauty/Stereogum) würden die Ergebnisse dieser Studiosession (selbst wenn man sie als heruntergeladene digitale Dateien hört) fantastisch klingen. Die Aufnahmen hätten eine altmodische, nächtliche Atmosphäre, als hätten sie das Material um zwei Uhr morgens aufgenommen und nicht bei einer Tagessession wie die Profis, die sie sind. „Smoke Rings“ sei ein simpler, melodischer Standard, der millionenfach aufgenommen wurde, vor allem von Gitarrist Les Paul und seiner Frau Mary Ford, und das Quartett spiele ihn in einem entspannten Stil, der der Melodie gerecht werde und gleichzeitig gerade genug Raum für einige sanfte und geschmackvolle Soli von Cheek und Frisell lasse.